# گراسیلا کاسیاس
گراسیلا کاسیاس (انگلیسی: Graciela Casillas؛ زادهٔ ۱۹۵۷) بوکسور، کاراته‌کار، و تکواندوکار اهل ایالات متحده آمریکا است.
او فعالیت حرفه‌ای خود را در سال ۱۹۷۴ در رشته کیک‌بوکسینگ آغاز کرد.

## زندگی‌نامه
او در یک خانواده سیزده نفره مکزیکی در آکسنارد، کالیفرنیا متولد شد.